# Lynne Sue Moon
Lynne Sue Moon est une actrice britannique, d'origine chinoise, née en 1949 à Islington (Londres). Elle a joué des rôles de jeune fille asiatique dans quatre films des années 1960.

## Filmographie
- 1963 - Les 55 Jours de Pékin : Teresa.
- 1963 - 13 filles terrorisées : Mai-Ling.
- 1965 - La Fabuleuse Aventure de Marco Polo : la princeses Gogatine (créditée sous le nom de Lee Sue Moon).
- 1967 - Les Anges aux poings serrés : Miss Wong.